# Ministerium für Bildung und religiöse Angelegenheiten, Kultur und Sport
Das  Ministerium für Bildung und religiöse Angelegenheiten, Kultur und Sport (griechisch Υπουργείο Παιδείας και Θρησκευμάτων, Πολιτισμού και Αθλητισμού (Υ.ΠΑΙ.Θ.Π.Α.) Ypourgio Pedias ke Thriskevmaton, Politismou ke Athlitismou) war vom 21. Juni 2012 bis 25. Juni 2013 eine griechische Behörde der konservativen Regierung Samaras. Es entstand durch die Zusammenführung des Ministeriums für Bildung, Fortbildung und religiöse Angelegenheiten (Υπουργείο Παιδείας, Δια Βίου Μάθησης και Θρησκευμάτων) mit dem Ministerium für Kultur und Tourismus (Υπουργείο Πολιτισμού και Τουρισμού) und war eines von sieben Ministerien dieser Regierung, das durch den Beschluss Υ4/21.6.2012 geschaffen wurde. Am 25. Juni 2013 wurde es wieder umgewandelt in das Ministerium für Bildung und religiöse Angelegenheiten (Υπουργείο Παιδείας και Θρησκευμάτων) und einige der Aufgaben wurden ausgegliedert ins Ministerium für Kultur und Sport (Υπουργείο Πολιτισμού και Αθλητισμού).
Minister war Konstantinos Arvanitopoulos.

## Leiter
Die Leitung des Ministeriums lag bei:
- Konstantinos Arvanitopoulos, Minister
- Kostas Tzavaras (Κωνσταντίνος Τζαβάρας), Stellvertretender Minister (Kulturressort)
- Giannis Ioannidis (Γιάννης Ιωαννίδης), Staatsminister (Sportresort)

## Generalsekretariate
- Generalsekretariat Jugend (Γενική Γραμματεία Νέας Γενιάς)
- Generalsekretariat Fortbildung (Lebenslanges Lernen Γενική Γραμματεία Δια Βίου Μάθησης)
- Generalsekretariat Religiöse Angelegenheiten (Γενική Γραμματεία Θρησκευμάτων)
- Generalsekretariat Sport (Γενική Γραμματεία Αθλητισμού)
- Generalsekretariat Kultur (Γενική Γραμματεία Πολιτισμού)